# Liste der Gouverneure der Straits Settlements

Flagge des Gouverneurs der Straits Settlements (1867–1946)

Die Gouverneure der Straits Settlements waren die Oberhäupter der britischen Kolonien der Straits Settlements an der Straße von Malakka. Die wichtigsten Siedlungen waren Penang, Singapur und Malakka.
Bis 1867 wurden die Straits Settlements von der Britischen Ostindien-Kompanie verwaltet, die den Gouverneur ernannte. Danach erhielten die Straits Settlements den Rang einer Kronkolonie und das Colonial Office bestimmte den Gouverneur. 1946 wurden die Kolonien aufgelöst.
Der Gouverneur der britischen Kolonie Straits Settlements war jeweils auch Hochkommissar (high commissioner) für die Federated Malay States auf der malaysischen Halbinsel, für British North Borneo, Brunei, Sarawak und zeitweise Labuan. Die Kokosinseln (Keelinginseln) und Weihnachtsinsel, die früher verwaltungsmäßig Ceylon angegliedert waren, wurden seit 1886 ebenfalls durch den Gouverneur der Straits Settlements verwaltet. Penang und Malakka wurde unter der Aufsicht des Gouverneurs der Straits Settlements durch lokale Ratsmitglieder verwaltet. In den früheren Sultanaten Perak, Selangor, Negri Sembilan und Pahang wurde nach 1896 ein ständiger Vertreter (Resident) der Kolonialverwaltung im Range eines resident-general  tätig, der dem Hochkommissar unterstand; seine Entscheidungen – bis auf religiöse Fragen – waren bindend.
| Name                                         | Amtsantritt        | Amtsaustritt      |
| -------------------------------------------- | ------------------ | ----------------- |
| Robert Fullerton                             | 27. November 1826  | 12. November 1830 |
| Robert Ibbetson                              | 12. November 1830  | 7. Dezember 1833  |
| Kenneth Murchison                            | 7. Dezember 1833   | 18. November 1836 |
| George Bonham                                | 18. November 1836  | Januar 1843       |
| William John Butterworth                     | August 1843        | 21. März 1855     |
| Edmund Augustus Blundell                     | 21. März 1855      | 6. August 1859    |
| William Orfeur Cavenagh                      | 6. August 1859     | 16. März 1867     |
| Harry Ord                                    | 16. März 1867      | 4. November 1873  |
| Andrew Clarke                                | 4. November 1873   | 8. Mai 1875       |
| William Jervois                              | 8. Mai 1875        | 3. April 1877     |
| Edward Anson (interimistisch)                | 3. April 1877      | August 1877       |
| William Cleaver Francis Robinson             | August 1877        | 10. Februar 1879  |
| Edward Anson (interimistisch)                | 10. Februar 1879   | 16. Mai 1880      |
| Frederick Weld                               | 16. Mai 1880       | 17. Oktober 1887  |
| Cecil Clementi Smith                         | 17. Oktober 1887   | 30. August 1893   |
| William Edward Maxwell (interimistisch)      | 30. August 1893    | 1. Februar 1894   |
| Charles Mitchell                             | 1. Februar 1894    | 7. Dezember 1899  |
| Alexander Swettenham (interimistisch)        | 7. Dezember 1899   | 5. November 1901  |
| Frank Swettenham                             | 5. November 1901   | 16. April 1904    |
| John Anderson                                | 16. April 1904     | 2. September 1911 |
| Arthur Young                                 | 2. September 1911  | 17. Februar 1920  |
| Laurence Guillemard                          | 17. Februar 1920   | 3. Juni 1927      |
| Hugh Clifford                                | 3. Juni 1927       | 5. Februar 1930   |
| Cecil Clementi                               | 5. Februar 1930    | 9. November 1934  |
| Shenton Thomas                               | 9. November 1934   | 15. Februar 1942  |
| Japanische Besatzung der Straits Settlements |                    |                   |
| Lord Louis Mountbatten (Militärverwalter)    | 12. September 1945 | 1. April 1946     |
| Shenton Thomas (ziviler Gouverneur)          | 12. September 1945 | 1. April 1946     |